# Valleroy (Alta Marna)
Valleroy è un comune francese di 32 abitanti situato nel dipartimento dell'Alta Marna nella regione del Grand Est.

## Società

### Evoluzione demografica
Abitanti censiti